# Fulton (Dakota du Sud)
Pour les articles homonymes, voir Fulton.
Fulton est une municipalité américaine située dans le comté de Hanson, dans l'État du Dakota du Sud.
Fondée en 1887, elle doit son nom à un dirigeant du Chicago, St. Paul, Minneapolis and Omaha Railway.

## Démographie
| 1920 | 1930 | 1940 | 1950 | 1960 | 1970 |
| ---- | ---- | ---- | ---- | ---- | ---- |
| 214  | 171  | 168  | 139  | 135  | 101  |

| 1980 | 1990 | 2000 | 2010 | - | - |
| ---- | ---- | ---- | ---- | - | - |
| 108  | 70   | 86   | 91   | - | - |

Selon le recensement de 2010, Fulton compte 91 habitants. La municipalité s'étend sur 0,85 milles carrés (2,2 km2).